# Carola Eneroth
Carola Christina Eneroth, född 13 april 1867 i Göteborg, död 20 november 1940 i Uppsala, var en svensk lärare, förskolepionjär och skolledare.

## Biografi
Carola Eneroth kom från en grosshandlarfamilj i Göteborg och växte upp med två systrar och två bröder. Hon fick en gedigen utbildning. Först var hon elev vid Nya Elementarläroverket för flickor i Göteborg och sedan vid Åhlinska skolan i Stockholm. Under åren 1884–1885 vistades hon i Hamburg för att studera tyska och litteratur. Väl tillbaka i Sverige gick hon en kurs vid Tekniska skolan i Stockholm. Därefter återvände hon till Åhlinska skolan för en seminariekurs innan hon påbörjade sin utbildning vid Kungliga högre lärarinneseminariet 1887.
Efter avslutad examen år 1890 påbörjade Carola Eneroth sin tjänstgöring som lärare vid Majornas elementarläroverk för flickor i Göteborg. Parallellt med sin tjänst studerade hon även vid Göteborgs högskola. År 1897 började hon arbeta som lärare vid Uppsala enskilda läroverk och året därpå även som föreståndare vid skolan. Som föreståndare blev hon bland annat ansvarig för den seminarieklass som bildades vid läroverket 1912, och som räknas som föregångaren till förskollärarutbildningen i Uppsala. År 1921 överfördes seminarieverksamheten till en fristående institution som inledningsvis benämndes Institutet för etisk fostran, men som sedan döptes om till Etisk-pedagogiska institutet, och som Carola Eneroth blev föreståndare för. Hon ingick även i institutets styrelse tillsammans med rektorn vid Uppsala enskilda läroverk, professor Johan August Lundell, och föreståndaren vid Fackskolan för huslig ekonomi i Uppsala, Ida Norrby. Vid sidan av lärargärningen utgav hon också ett par språkvetenskapliga verk. Hennes intresse för språk visade sig även i att hon vid 50 års ålder började lära sig ryska. 
Parallellt med sitt uppdrag som föreståndare vid Etisk-pedagogiska institutet fortsatte Carola Eneroth som lärare och föreståndare vid Uppsala enskilda läroverk. Den senare posten lämnade hon 1928. Uppdraget som föreståndare vid Etisk-pedagogiska institutet behöll hon fram till 1936. När det gäller hennes lärargärning uppvisade hon en stor bredd. Å ena sidan undervisade hon i språk och införde bland annat en induktiv språkundervisningsmetod. Hon var med om att introducera en nyspråklig gymnasielinje vid Uppsala enskilda läroverk år 1924. Å andra sidan var hon intresserad av mer praktiska moment i undervisningen och såg till att vävning och huslig ekonomi fick stor plats i flickornas undervisning vid läroverket. Vid Etisk-pedagogiska institutet undervisade hon i pedagogik och hygien och ämnen som behandlades sträckte sig från familjeförhållanden och hustruns roll i hemmet till sexualupplysning för barn och medicinska aspekter på barnuppfostran.
Carola Eneroth var politiskt engagerad, och deltog bland annat som talare vid Antirösträttsmötet 1912, där hon propagerade mot kvinnlig rösträtt till riksdagen därför att kvinnan borde fokusera på den kommunala verksamheten, som var mer kvinnlig. Hon anförde också att kvinnlig rösträtt skulle kunna leda till ökade framgångar för Socialdemokraterna.
I likhet med Carola Eneroth kom tre av hennes syskon att ägna sig åt undervisning. Den ena systern, Andrea Eneroth, var textilpedagog och drev ett handarbetsseminarium i Stockholm. Den andra systern, Teresia Eurén, var lärare vid Uppsala högre elementarläroverk för flickor 1890–1896 innan hon övergick till att bli författare och översättare. Brodern Anders Otto Eneroth verkade som läroverksadjunkt.
Carola Eneroth avled 1940 och är begravd på Gamla kyrkogården i Uppsala.